# 賀萬祚
賀萬祚（1577年—1639年），字孝延，號立庵，浙江嘉興府海鹽縣籍，嘉兴县人，明朝政治人物。

## 生平
萬曆三十一年（1603年）癸卯科浙江鄉試二十一名舉人，萬曆三十八年庚戌科會試四十二名，第二甲第五十名進士。吏部觀政，授南京刑部主事，四十年調禮部，四十二年陞本部主客司郎中，本年丁憂，四十五年復除兵部武選司郎中。天啓元年（1621年）八月升山东按察司副使、提督学政，遷福建布政使司右参政，六年八月升广西按察使。遷江西右布政使，分守岭北道，卒年六十三。著有禮曹條議、兵曹疏略、大業齋文集。

## 家族
曾祖賀岳，醫官；祖賀陛，縣丞；父賀南良，庠生、贈兵部武選司郎中；母彭氏（贈安人）。永感下。兄賀燦然（乙未進士、吏部員外）；萬春（序班）；萬全（學生）；萬化（學生）；炳然（庠生）；達可（庠生）；萬策（庠生）。弟萬清（庠生）；萬幾（庠生）；備辰（庠生）；萬籥（庠生）；煒然（庠生）；萬琪；萬綬；萬言；萬禎；萬祉；萬祥；萬松。
子仁修；哲修，俱早卒，以兄子侃修嗣。侃修中崇禎六年舉人，未幾亦卒，無後。